# Farbwechselnde Gorgonie

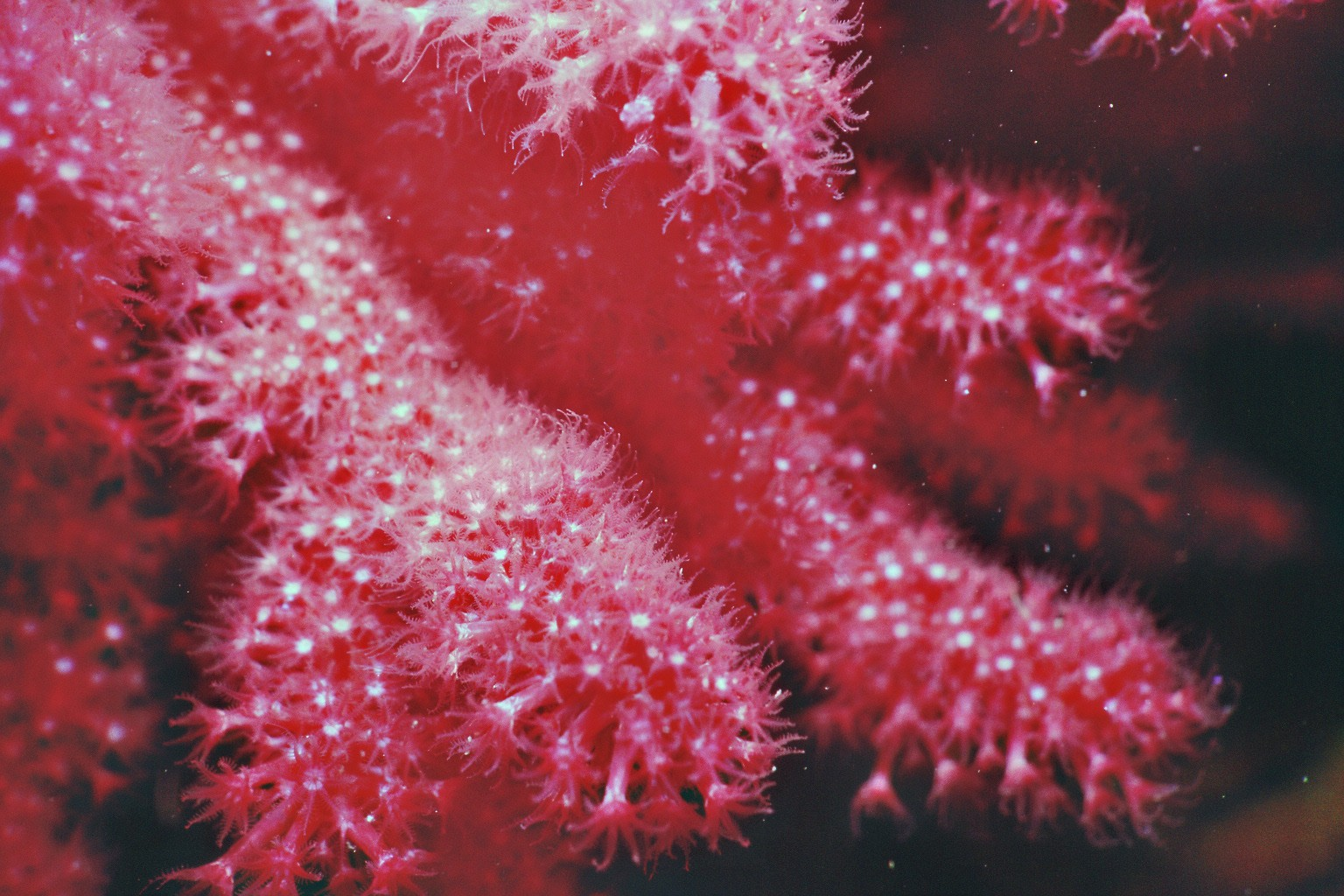
Nahaufnahme einer roten Farbvariante

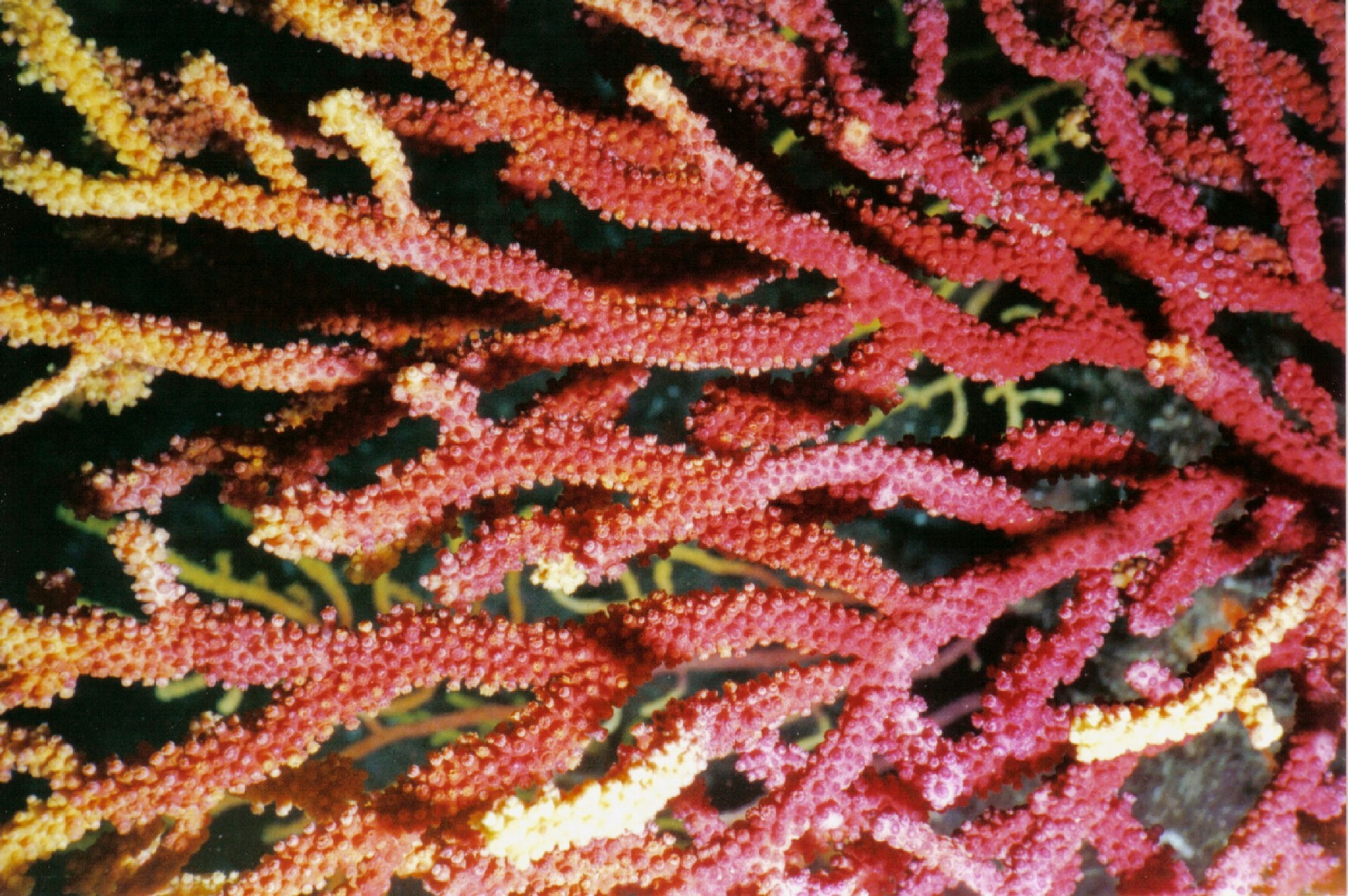
Farbwechselnde Gorgonie mit eingezogenen Tentakeln

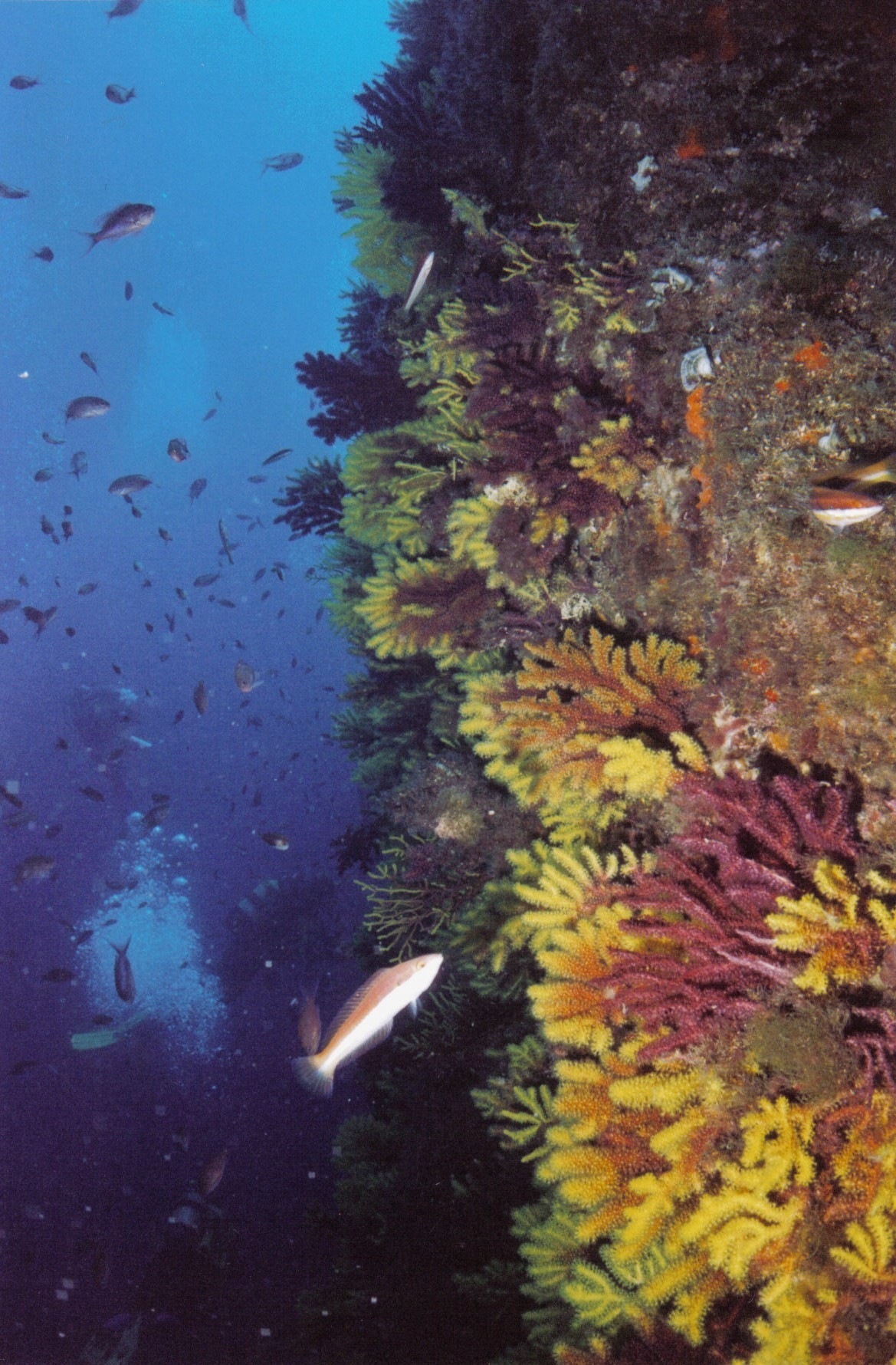
Typischer Bewuchs an einer Felswand

Die Farbwechselnde Gorgonie (Paramuricea clavata, Basionym: Gorgonia clavata) ist eine im Mittelmeer endemisch vorkommende Hornkorallenart.

## Verbreitung und Lebensraum
Die Farbwechselnde Gorgonie ist im westlichen Becken des Mittelmeeres und in der Adria endemisch. Größere Vorkommen der Art findet man an der Costa Brava, Côte Vermeille, Côte d’Azur, Korsika, Sardinien, in der Straße von Messina und an der ligurischen Küste, einschließlich der Inseln Elba, Giglio, Giannutri, Montecristo, Capri und Ischia. Paracuricea clavata ist auf Felsen und Steilwänden ab einer Tiefe von ca. 10 bis 100 m zu finden. Häufig siedelt die Art auf Wracks, vorausgesetzt, dass die Lage der Wracks genügend Strömung und Nährstoffe bringt.

## Merkmale
Die Farbwechselnde Gorgonie bildet fächerförmige Kolonien, die sich dicht und unregelmäßig vor allem in einer Ebene verzweigen und etwa einen Meter hoch werden können. Wie alle Gorgonien besitzt die Farbwechselnde Gorgonie eine elastisch innere Skelettachse aus Gorgonin. Umhüllt wird das Gorgonin durch eine weiche Rinde, in die die Polypen eingebettet sind. Die einzelnen Polypen stehen dicht zusammen und werden ca. 8 mm hoch. Sie können sich komplett zurückziehen und besitzen acht gefiederte Tentakel und haben immer die gleiche Farbe wie das Rindengewebe. Der Name Farbwechselnde Gorgonie sowie der alte wissenschaftliche Artname Chamaeleon beziehen sich auf die unterschiedlichen Farbvarianten der Art. Es existieren rote, gelbe und rot-gelbe Varianten. Die Farbunterschiede sind auf ein unterschiedliches Nahrungsangebot zurückzuführen. Die Farbwechselnde Gorgonie wächst mit einer Geschwindigkeit von etwa einem bis sechs mm pro Jahr. Es dauert mindestens 10 bis 15 Jahre, bis die Kolonie ihre maximale Größe erreicht. Sie kann ein Alter von mehr als 20 Jahren erreichen.

## Lebensweise
Die Farbwechselnde Gorgonie wächst senkrecht zur vorherrschenden Strömungsrichtung an strömungsexponierten Felsen und Steilwänden in einer Tiefe von 10 bis 100 Metern. Die Art ist schattenliebend und meidet das direkte Sonnenlicht. Paramuricea clavata ernährt sich von Plankton, das mithilfe der mit Nesselzellen besetzten Polypententakel aus der Strömung gefangen wird. Zahlreiche Aufsitzorganismen nutzen die Gorgonie als Siedlungsgrund. Häufig siedeln sich Kalkröhrenwürmer (Filograna sp.), Vogelmuscheln (Pteria hirundo) und Hydrozoen auf der Farbwechselnden Gorgonie an. Als Besonderheit kann man die Gorgonien-Porzellanschnecke (Slimnia spelta) auf Paramuricea clavata entdecken. Diese 15 mm große Schnecke ist ein ausgesprochener Nahrungsspezialist und ernährt sich von den Polypen und dem lebenden Achsengewebe der Gorgonie.

## Mikrobiom
Die mikrobielle Gemeinschaft der Farbwechselnden Gorgonie wurde von Anthony M. Bonacolta et al. untersucht. Wie zum Jahreswechsel 2024/2024 berichtet, sind in der bakteriellen Gemeinschaft Actinobacteria und Pseudomonadota vertreten letztere mit Alpha-, Beta- und Gammaproteobacteria. Vor allem sind aber Gammaproteobakterien der Gattung Endozoicomonas dominant vertreten. In der mikroeukaryotischen Gemeinschaft dominieren Dinoflagellaten der Dino-Gruppe I (Syndiniales) sowie Apicomplexa aus der Gruppe der Corallicolida. Das Verhältnis dieser beiden eukaryotischen Gruppe zeigte sich als deutlich temperaturabhängig: Bei niedrigen Temperaturen dominierten die symbiotischen Syndiniales, bei höheren Temperaturen die Corallicolida. Dabei war zum Zeitpunkt der Studie nicht ganz klar, on die Corallicolida wie die meisten anderen Apicomplexa als Parasiten ihrem Korallenwirt eher schaden, oder ob sie als Kommensale eher neutral sind oder ihm gar nutzen könnten, angesichts der globalen Erwärmung der Ozeane sogar helfen könnten, mit höheren Wassertemperaturen auszukommen. Weitere Klärung ist nötig, insbesondere welche Rolle das in ihren Apicoplasten vorhandene Chlorophyll spielt, offenbar betreiben sie damit keine Photosynthese.

## Weiterführende Literatur
- - Annie Reisewitz: A single-celled-microbe is helping corals survive climate change, study finds. Pressemitteilung der University of Miami, Rosenstiel School vom 11. Januar 2024